# Sophie Rude
Pour les articles homonymes, voir Sophie et Rude.
Sophie Rude, née le 16 juin 1797 à Dijon et morte le 4 décembre 1867 à Paris est une artiste peintre française, surtout reconnue de son vivant pour ses portraits.

## Biographie

### Famille
Sophie Frémiet naît rue des Forges à Dijon, où son père Louis Frémiet, mécène et ardent bonapartiste, est contrôleur des impôts et adjoint de son beau-père. Sa mère, Thérèse Sophie Monnier, est issue d'une famille d'artistes. Le grand-père maternel de Sophie Frémiet, le graveur Louis-Gabriel Monnier, est le premier conservateur du musée des Beaux-Arts de Dijon.
Louis Frémiet prend sous sa protection un jeune inconnu, François Rude, élève de François Devosge qui vit sous son toit. Le 25 juillet 1821, Sophie Frémiet épouse celui-ci à Bruxelles. Le couple a un seul enfant, Amédée né le 20 juin 1822 et mort en 1830 à l'âge de huit ans à Paris.

En 1839, le couple adopte Martine Henriette Victorine Vanderhaert, nièce orpheline de Sophie Rude, qui pose pour plusieurs de leurs œuvres, future épouse de leur neveu Paul Cabet.
| Sophie Rude, Portrait de son père Louis Frémiet (c1821) musée des Beaux-Arts de Dijon. |  | Sophie Rude, Portrait de Madame Van der Haert, sœur de l'artiste (1827) musée des Beaux-Arts de Dijon. |
| Louis Frémiet, père de Sophie Rude et Madame Van der Haert, sœur de Sophie Rude        |  | |

| Sophie Rude, Portrait de François Rude (1842), musée des Beaux-Arts de Dijon.                                    |  | No 17, rue Henri-Barbusse (précédemment rue d'Enfer) à Paris : ancien domicile du couple et lieu de décès de François Rude. |
| François Rude, mari de Sophie Rude et le domicile du couple No 17, rue Henri-Barbusse (précédemment rue d'Enfer) |  | |

| Sophie Rude, Portrait d'Amédée Rude (1830) musée des Beaux-Arts de Dijon.      |  | Paul Cabet, Buste de Martine Cabet (1853), musée des Beaux-Arts de Dijon. |
| Amédée Rude, fils de Sophie Rude et Martine Cabet, sa nièce et fille adoptive. |  |                                                                           |

### Formation et exil
Sophie Frémiet reçoit des cours d'Anatole Devosge, fils d'un ami de son père et fondateur de l'école de dessin de Dijon. Devosge est un ancien élève de Jacques-Louis David et transmet à son élève le style néoclassique du maître.
Après la chute du Premier Empire et le retour des Bourbon en 1815, la famille Frémiet, comme nombre de bonapartistes, quitte la France pour s'installer à Bruxelles au royaume uni des Pays-Bas, état nouvellement créé. Sophie Frémiet poursuit ses études artistiques sous la direction d'un autre exilé, maître de son premier professeur, Jacques-Louis David. Elle exécute notamment des copies d'après le maître à la demande de celui-ci tout en exposant ses propres œuvres à Bruxelles en 1818 et Anvers.

### Carrière artistique
Sophie Rude commence sa carrière dans la peinture de scènes mythologiques. En 1820, La Belle Anthia remporte le concours de l’Académie royale des beaux-arts de Gand. À cette époque, Sophie Rude est une artiste en vogue, qui obtient de nombreuses commandes, notamment pour l'ancien palais royal de Tervueren ; ces œuvres disparaissent dans l'incendie qui détruisit le château. Le duc d'Arenberg lui commande des allégories. Elle travaille dans un style néo-classique, tirant principalement ses sujets de la mythologie, même si elle produit également un petit nombre d'œuvres d'inspiration religieuse. Son atelier est fréquenté par des artistes comme Adèle Kindt.
En 1827, la famille Rude vient s'installer à Paris et ouvre un atelier rue d'Enfer pour enseigner leur art respectif. Sophie Rude entame une nouvelle carrière de peintre d'histoire et délaisse la mythologie au contact de cet univers parisien. En 1833, elle obtient une médaille de deuxième classe pour Les adieux de Charles roi d'Angleterre à ses enfants. Elle se consacre presque exclusivement au portrait à partir de 1840, tant de ses proches et amis que pour des commandes. C'est par ses portraits qu'elle se fait remarquer le plus. Son talent est moins visible en raison de l'attention accordée à son mari. Elle sert de modèle à ce dernier, notamment pour la figure de la Victoire du célèbre haut-relief du Départ des volontaires de 1792 sur un des quatre piédroits de l'arc de triomphe de l'Étoile.
Après la mort de son mari en 1855, Sophie Rude se consacre à exposer et faire connaître l'œuvre de celui-ci.

Sophie Rude comme modèle
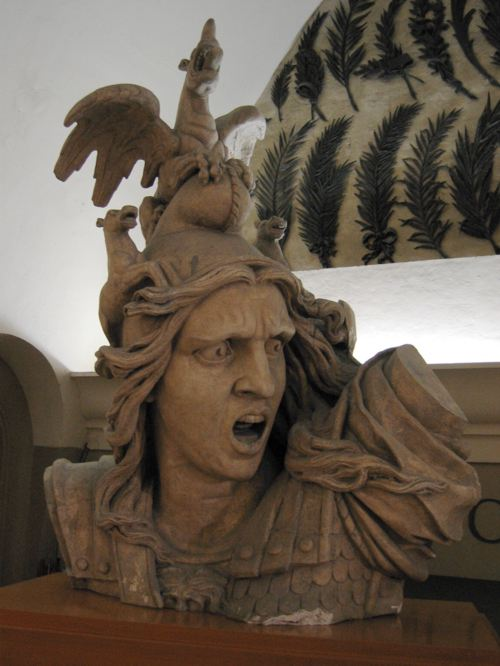
Sophie Frémiet servit de modèle pour le visage du Génie de la guerre dans le Départ des Volontaires crée par François Rude, sur l'Arc de Triomphe.
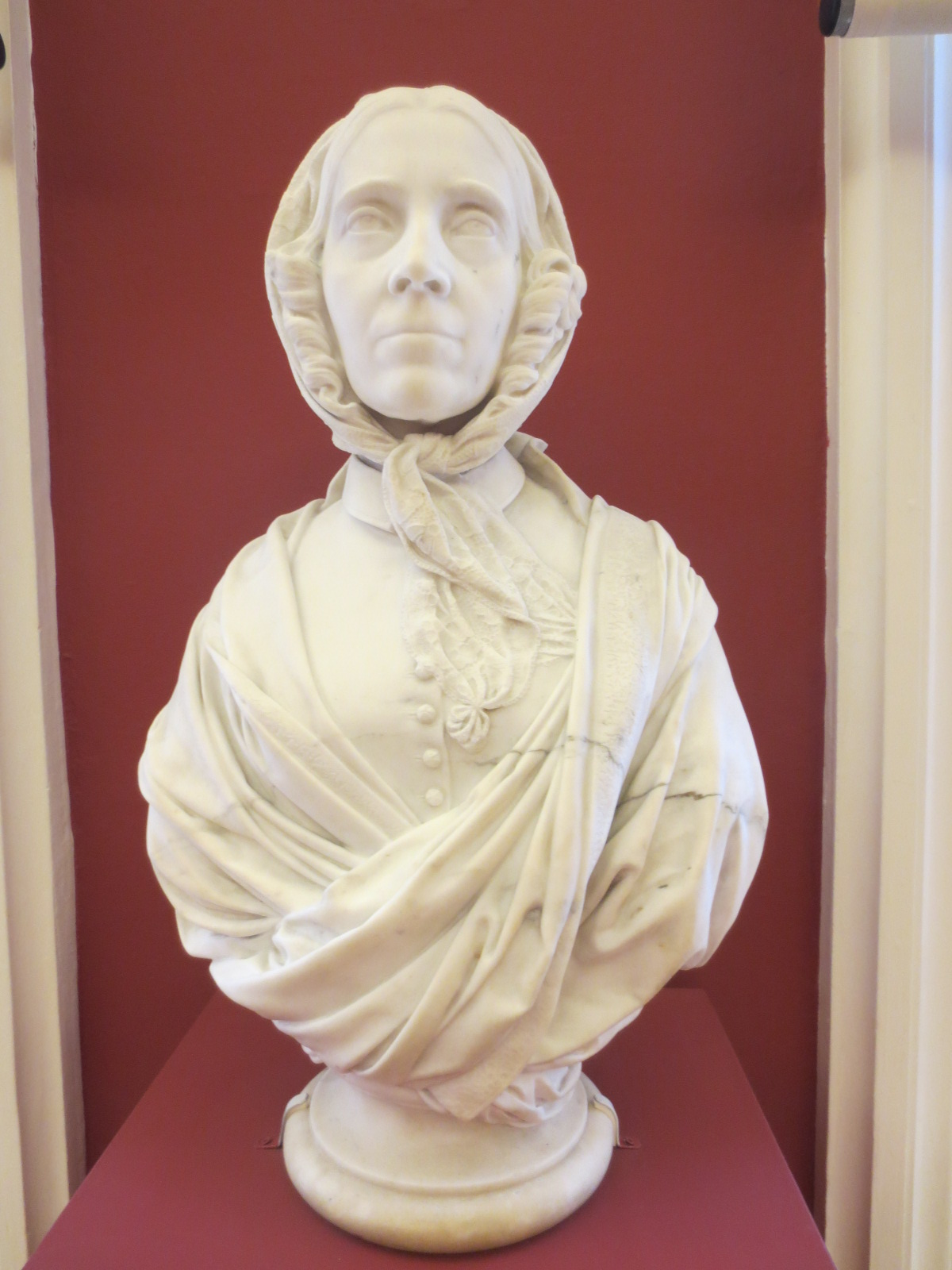
Paul Cabet, Buste de Sophie Rude (vers 1852-1855), marbre, musée des Beaux-Arts de Dijon.

## Œuvre
Ce n'est qu'en 2004 que Sophie Rude bénéficie d'une monographie.
En 1905, son tableau Autoportrait est reproduit dans un livre répertoriant les femmes peintres du monde, Women Painters of the World, qui donne un aperçu des femmes peintres les plus en vue jusqu'en 1905, date de publication de ce livre. Aux bourgeois qui jugent son autoportrait trop sérieux, elle répond « je me peindrai en riant quand je serai imbécile, car vraiment il faudrait l'être au dernier point pour se sourire toute la journée [...] Je veux dans mon portait avoir l'air de quelque chose, la postérité croira qu'il est ressemblant, voilà une agréable perspective... »
Si Sophie Rude est avant tout connue en tant que portraitiste, elle a également réalisé des peintures d'histoire au cours de sa carrière comme Ariane abandonnée dans l'île de Naxos (1826) ou encore La duchesse de Bourgogne arrêtée aux portes de Bruges (1841), œuvres toutes deux conservées au Musée des Beaux-arts de Dijon.
Le musée des Beaux-Arts de Dijon conserve une collection de portraits peints par Sophie Frémiet (31 peintures et dessins), dont les portraits de Louis Frémiet (vers 1820), de son fils Amédée, de sa sœur Victorine Van der Haert (née Frémiet), de son neveu Jean-Baptiste Louis van der Haert, de Paul Cabet, époux de sa nièce Martine, de François Rude ainsi qu'un autoportrait.

## Collections publiques
États-Unis
- Los Angeles, J. Paul Getty Museum : Portrait de femme, 1818, huile sur toile, 162,3 × 118,5 cm[12].

France
- Chalon-sur-Saône, musée Vivant-Denon : Portrait du peintre Camille Bouchet[13], huile sur toile.
- Dijon, musée des Beaux-Arts :
  - Portrait de Théophile Berlier, 1817, huile sur toile ;
  - Portrait de sa sœur Victorine Frémiet, 1818, huile sur toile, 162 × 118 cm ;
  - Portrait d'homme, vers 1820, huile sur toile, 49,7 × 40,3 cm ;
  - Portrait de son père Louis Frémiet, vers 1821-1825, huile sur toile, 49 × 39,5 cm ;
  - Ariane abandonnée dans l'île de Naxos, 1826, huile sur toile[10];
  - Portrait de Madame Van der Haert, née Victorine Frémiet, 1827, huile sur toile, 145 × 118 cm[14] ;
  - Portrait d'Amédée Rude, vers 1830, huile sur toile, 46 × 38 cm[15] ;
  - Portrait de Monsieur Paul Émile Villeneuve, vers 1830, huile sur toile, 41 × 33 cm ;
  - Le Sommeil de la Vierge dit La Sainte Famille, 1831, huile sur toile, 211 × 178 cm ;
  - Entrevue de Monsieur le Prince et de la duchesse de Montpensier, Salon de 1836, huile sur toile, 115 × 100 cm ;
  - La Duchesse de Bourgogne arrêtée aux portes de Bruges ou Révolte à Bruges en 1436, Salon de 1841, huile sur toile, 183 × 150 cm[16],[17],[10];
  - Portrait de l'artiste, autoportrait, 1841, huile sur toile, 65 × 54 cm[18] ;
  - Portrait de François Rude, 1842, huile sur toile, 100 × 81,5 cm ;
  - Portrait de jeune femme, 1849, huile sur toile, 82 × 65 cm ;
  - Portrait de Madame Bassereau, 1852, huile sur toile ;
  - Portrait de Paul Cabet, 1854, huile sur toile ;
  - Portrait de Jean-Baptiste Van der Haert, 1856, huile sur toile, 73 × 59 cm ;
  - Portrait de Césarine Huet, 1861, huile sur toile, 101 × 81 cm ;
  - Portrait de Monsieur Petit, trésorier payeur général, 1861, huile sur toile, 101 × 82 cm[19] ;
- Portrait de Madame Vauzelles et de sa fille, 1861, huile sur toile, 101 × 81,5 cm ;
- Portrait de Madame Gerbois et de sa fille, 1861, huile sur toile, 100 × 80 cm ;
- Portrait de Jean Auguste Devillebichot, vers 1862, huile sur toile, 41 × 31 cm ;
  - Portrait de Monsieur Wasset, conseiller référendaire à la cour des comptes, vers 1862, huile sur toile, 76 × 61 cm[20].
- Gray, *musée Baron-Martin : Portrait de Mme Gerbois (ou Guerbois) avec sa fillette, 1861, huile sur toile, 100 × 81 cm.
- Paris, musée du Louvre : Portrait de Bernard Wolf, acteur, auteur et directeur du théâtre de la Monnaie à Bruxelles, huile sur toile, 125 × 85 cm[21].

Œuvres de Sophie Rude
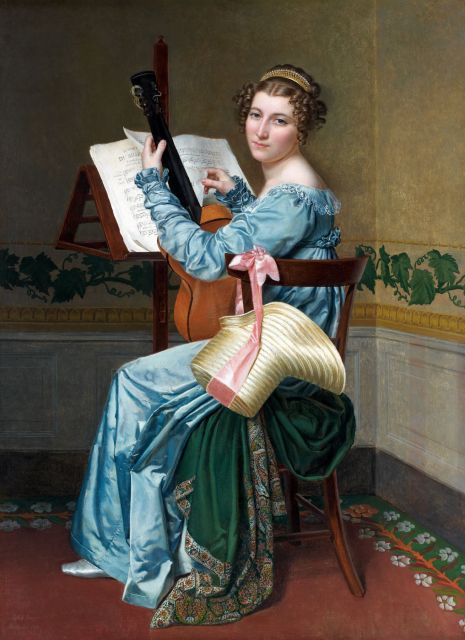
Portrait de Victorine Frémiet, sœur de l'artiste (1818), musée des Beaux-Arts de Dijon.
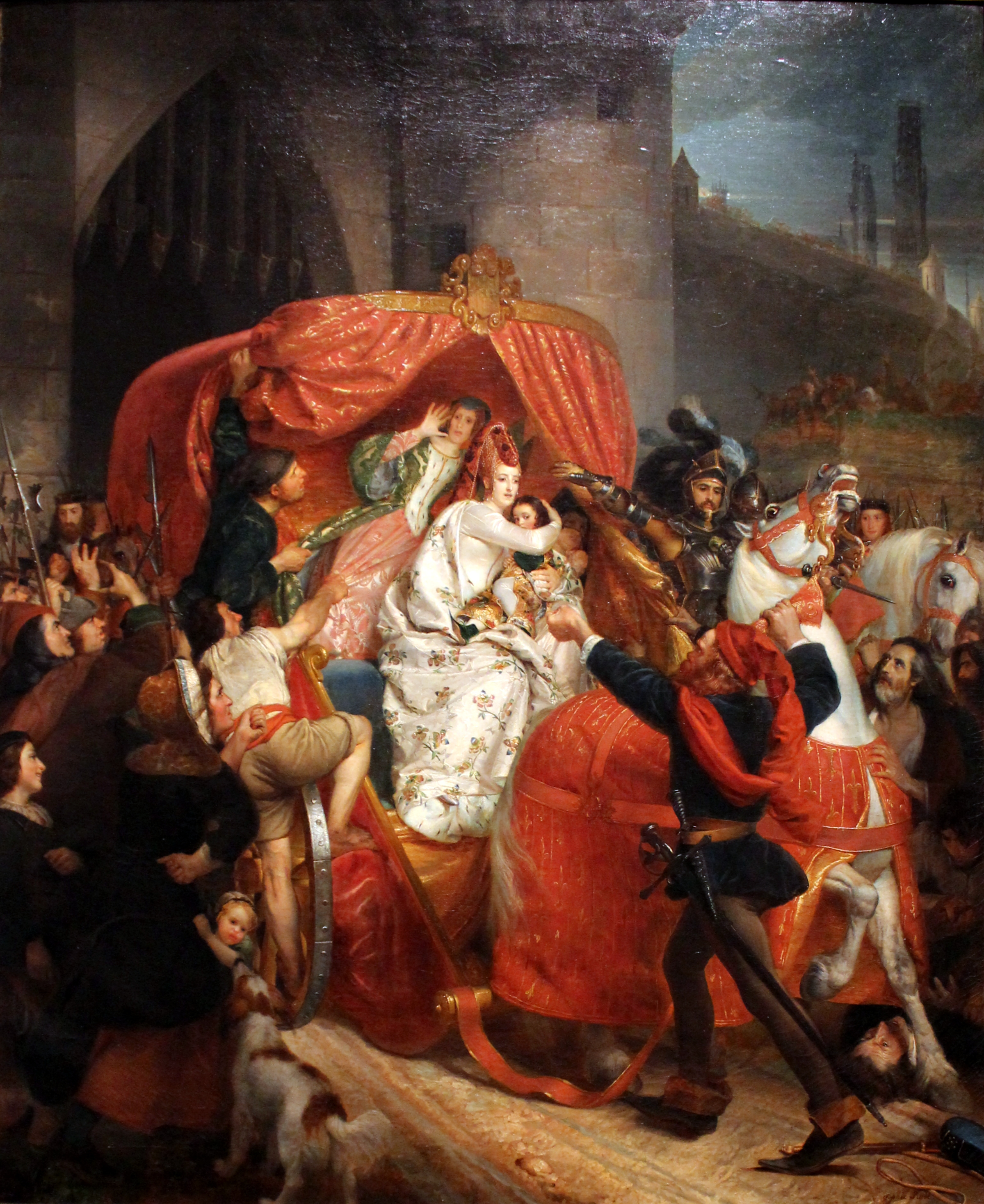
La Duchesse de Bourgogne arrêtée aux portes de Bruges (1841), musée des Beaux-Arts de Dijon.
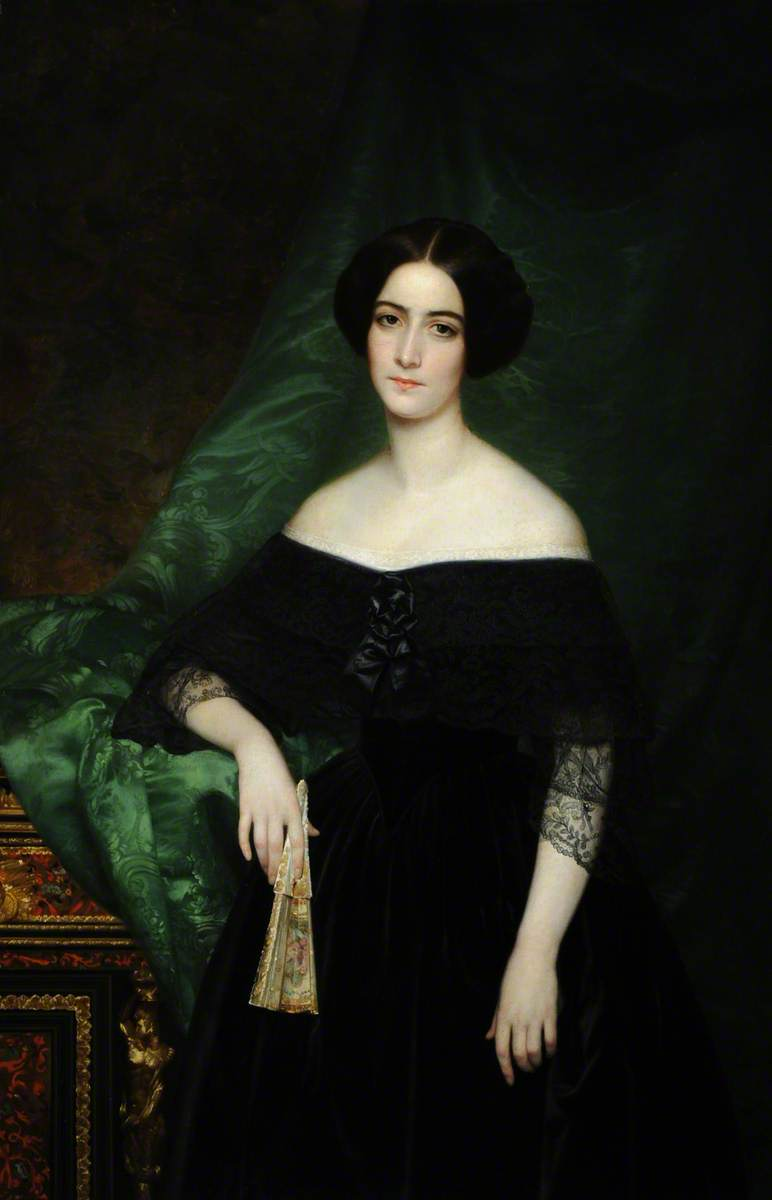
Mary Matthews, Madame Julien-Francois-Bertrand de La Chère, Château de Sizergh.
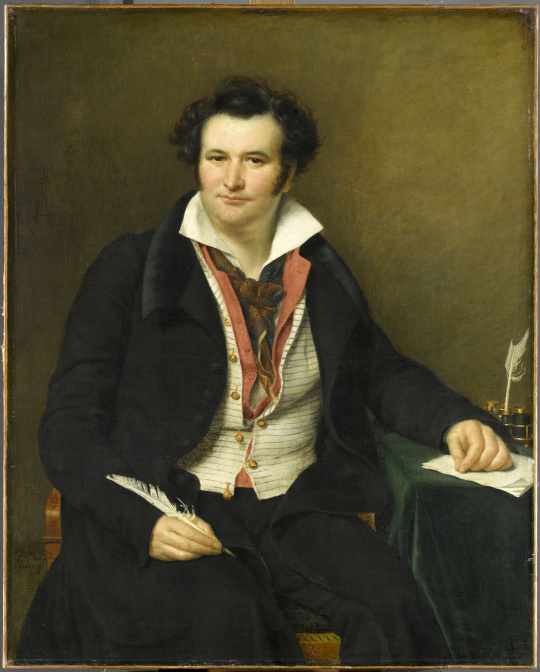
Wolf, dit Bernard (1778-1850), c1825, Musée du Louvre.
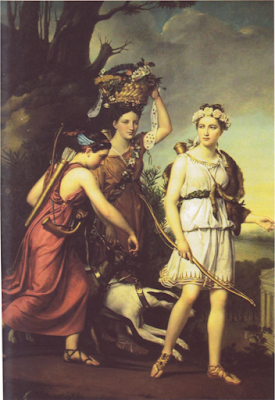
La Belle Anthia (1820), localisation inconnue.
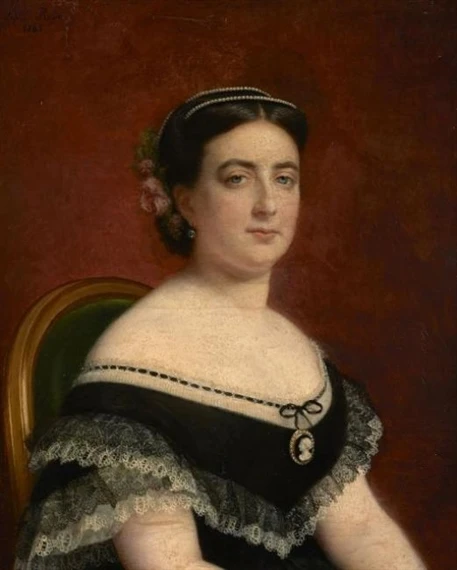
Portrait de femme à la robe noire (1863). Localisation inconnue.
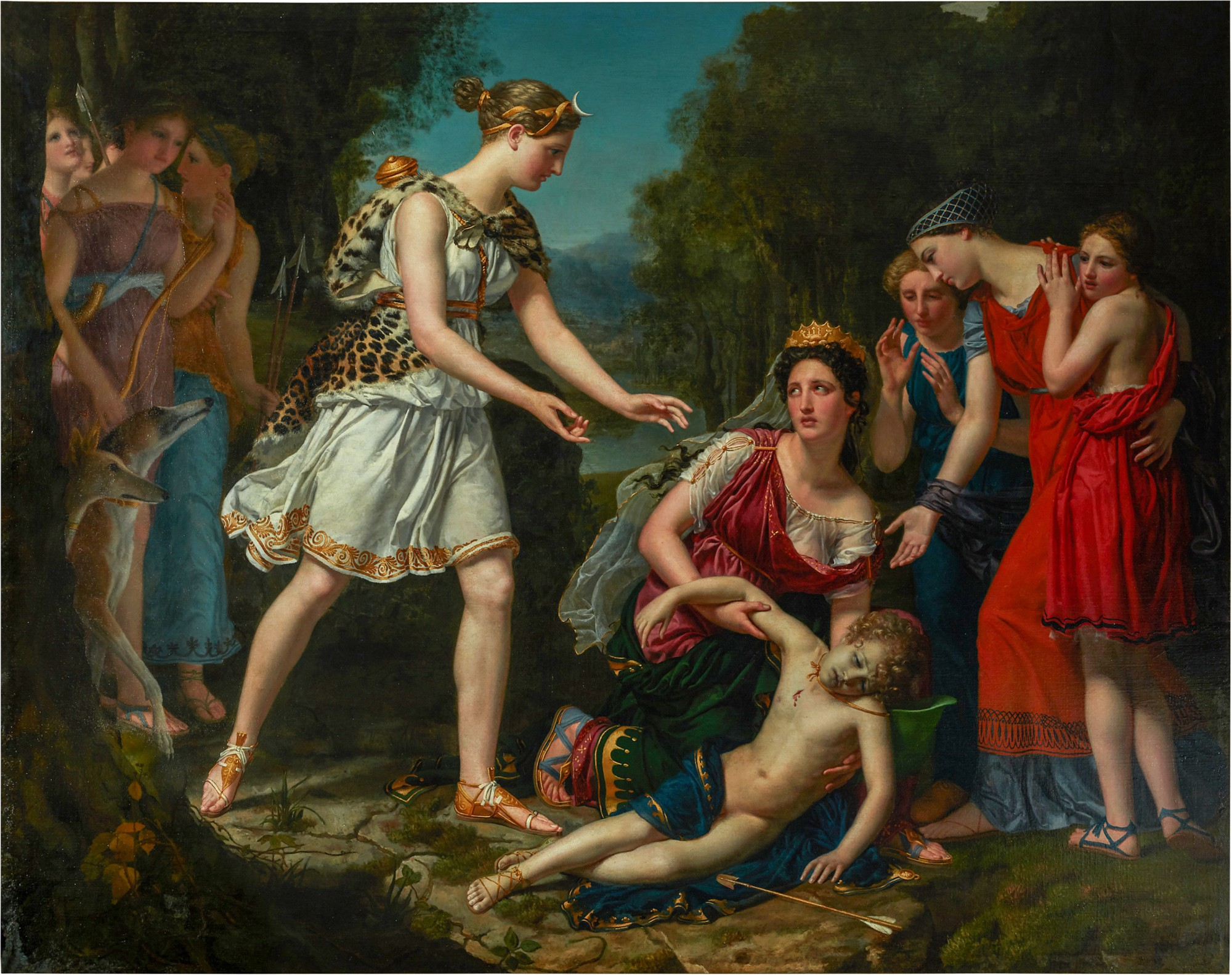
La Mort de Cenchirias, fils de Neptune et de la nymphe Peirene (1821-1823)
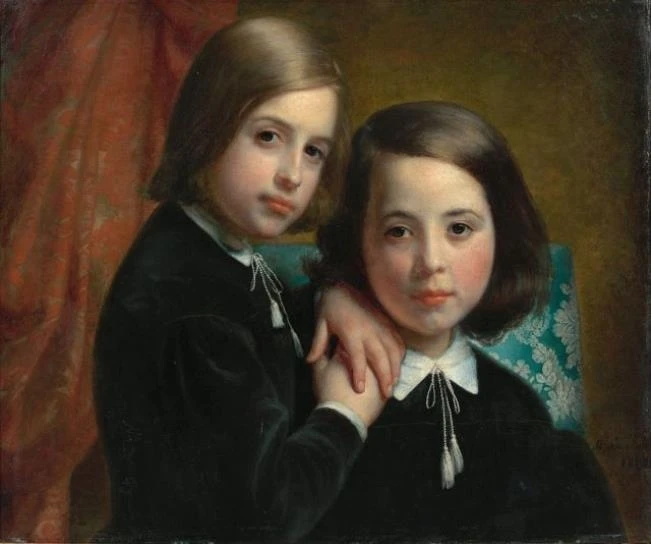
Portrait de deux enfants, Localisation inconnue.
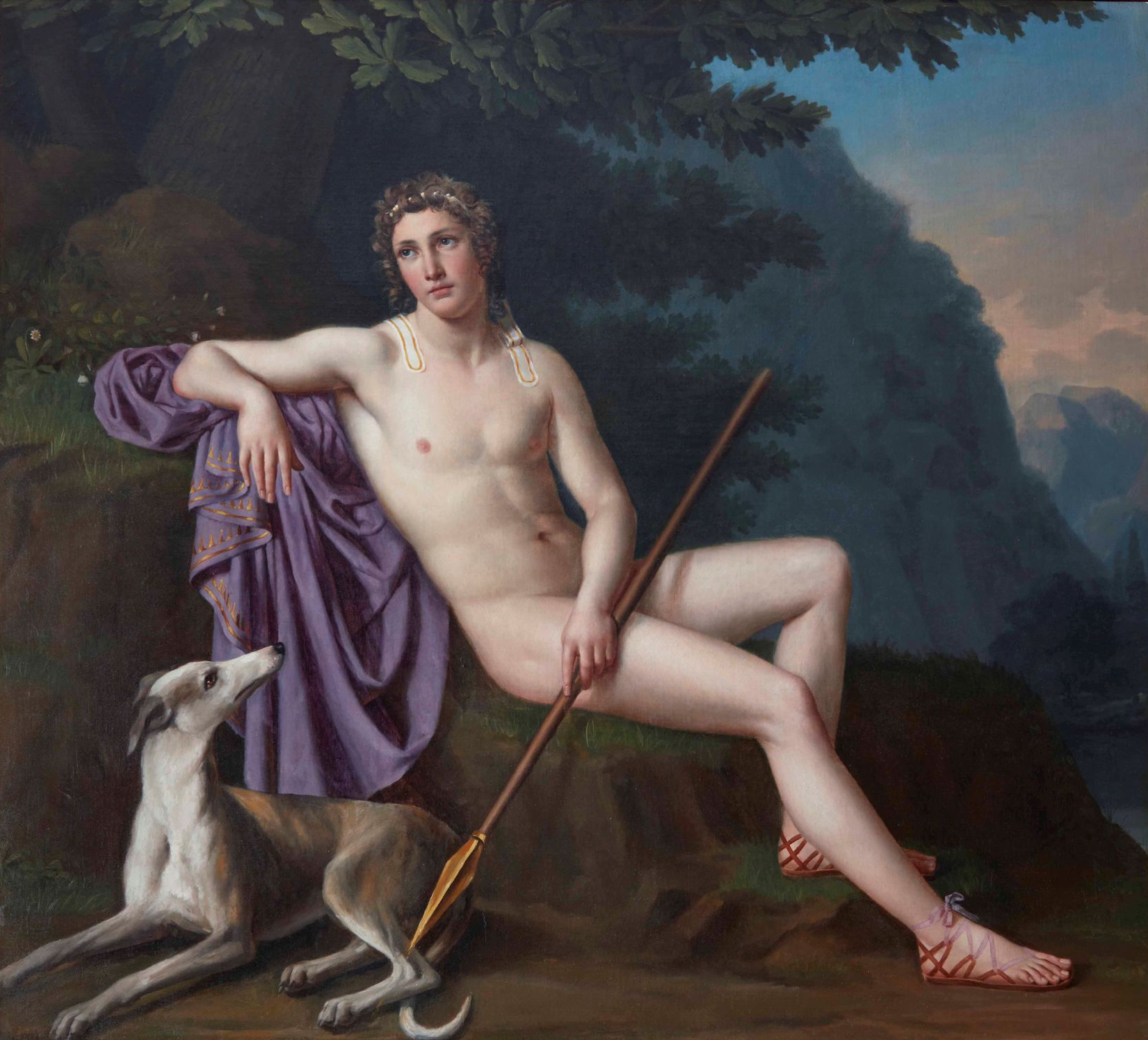
Adonis, Localisation inconnue.

## Exposition
- François & Sophie Rude : Un couple d'artistes au XIXe siècle, citoyens de la Liberté, musée des Beaux-Arts de Dijon, 2012, exposition d’intérêt national[3],[11]